# Тытянко, Евгений Сергеевич
Евгений Сергеевич Тытянко (2 марта 1935 — 1995) — советский и российский хормейстер, дирижёр, народный артист РСФСР. Художественный руководитель Русского хора имени А. В. Свешникова.

## Биография
Родился 2 марта 1935 года.
В 1951 году (по др. ист. в 1953) окончил Московское хоровое училище, прошёл стажёрскую практику под руководством А. В. Свешникова в Хоре мальчиков Хорового училища (сейчас Хор мальчиков Хорового училища имени А. В. Свешникова). В 1953—1958 годах учился в Московской консерватории на отделении хорового дирижирования.
Более 20 лет был хормейстером Краснознамённого ансамбля им. А. Александрова, затем с 1985 года работал в Ансамбле песни и пляски группы советских войск в Германии.
В 1991—1995 годах был художественным руководителем Русского хора имени А. В. Свешникова. В это время коллектив получил имя Свешникова. В 1993 году хор впервые выехал на гастроли в США, затем гастролировали в Китае, Турции и Египте. Совместно с дирижёром Большого театра А. Чистяковым хор осуществил записи опер «Майская ночь» и «Царская невеста» Н. Римского-Корсакова, «Алеко» и «Франческа да Римини» С. Рахманинова; впервые была записана опера А. Серова «Юдифь».
Умер в 1995 году. Похоронен на Троекуровском кладбище в Москве.

## Награды и премии
- Заслуженный артист РСФСР (1970).
- Народный артист РСФСР (1988).